# DSP 미디어의 음반
이 문서는 DSP 미디어에서 발표한 음반의 목록이다.

## 1980년대
- 1987년 1월 1일 소방차 - 어젯밤이야기
- 1988년 1월 1일 소방차 - 일급비밀
- 1989년 8월 1일 소방차 - 사랑하고 싶어
- 1989년 9월 ?일 소방차 - 소방차 Best

## 1990년대
- 1992년 2월 21일 잼 - 난 멈추지 않는다
- 1993년 6월 20일 잼 - Zam Remix- Secret
- 1993년 12월 1일 잼 - 어색한 느낌
- 1994년 7월 ?일 코코 - 그리움으로 지는 너
- 1994년 10월 ?일 뮤 - Mue
- 1994년 10월 28일 코코 - Co Co Vol.2
- 1995년 ?월 ?일 뮤 - Mue 2
- 1995년 ?월 ?일 소방차 - Again
- 1995년 11월 30일 잼 - Zam 3 Sounds
- 1996년 ?월 ?일 마운틴 - Mountain
- 1996년 2월 ?일 IDOL - Bow Wow
- 1996년 11월 ?일 IDOL - The Second Coming...
- 1997년 5월 14일 젝스키스 - 학원별곡
- 1997년 11월 1일 젝스키스 - Welcome To The Sechkies Land
- 1998년 5월 26일 핑클 - Blue Rain
- 1998년 7월 8일 젝스키스 - 알리바바와 40인의 도둑 OST
- 1998년 7월 15일 젝스키스 - Road Fighter
- 1998년 10월 30일 젝스키스 - 3.5집 Special Album
- 1999년 3월 1일 젝스키스 - 젝스키스 라이브 앨범
- 1999년 5월 12일 핑클 - White
- 1999년 8월 1일 클릭비 - Click-B 1st
- 1999년 9월 9일 젝스키스 - Com Back
- 1999년 10월 1일 핑클 - First Live Concert
- 1999년 11월 26일 핑클 - S.P.E.C.I.A.L

## 2000년대
- 2000년 5월 31일 젝스키스 - Blue Note
- 2000년 6월 14일 클릭비 - Challenge
- 2000년 10월 1일 핑클 - Now
- 2001년 4월 3일 클릭비 - Click-B 3
- 2001년 4월 14일 핑클 - Memories & Melodies
- 2001년 11월 20일 클릭비 - 너에게
- 2002년 ?월 ?일 클릭비 - Click-B Concert
- 2002년 3월 8일 핑클 - 영원
- 2003년 2월 7일 클릭비 - Cowboy
- 2003년 6월 2일 옥주현 - Nan
- 2003년 8월 13일 이효리 - STYLISH....E hyOlee
- 2004년 1월 16일 클릭비 - The Best Of Click-B
- 2004년 1월 20일 샤인 - Shyne 01
- 2004년 4월 20일 메이비 - [Digital Single] 혼잣말
- 2004년 11월 16일 옥주현 - L' Ordeur Original
- 2005년 2월 24일 이효리 - [Digital Single] Anymotion feat.에릭 (삼성 애니콜 광고음악)
- 2005년 6월 23일 SS501 - 1st SS501
- 2005년 10월 19일 이효리 - 하나의 울림2 (애니콜 광고음악)
- 2005년 10월 26일 이효리 - [Digital Single] Anyclub feat.테디 (삼성 애니콜 광고음악)
- 2005년 10월 26일 핑클 - Forever Fin.K.L
- 2005년 12월 5일 SS501 - 2nd SS501
- 2006년 2월 9일 이효리 - Dark Angel
- 2006년 4월 6일 메이비 - A LetTer frOm Abell 1689
- 2006년 4월 21일 2Shai - 그녀...웃었다
- 2006년 5월 24일 샤인 - Best Friend
- 2006년 6월 26일 클릭비 - Smile
- 2006년 9월 11일 오종혁 - OJ Issue
- 2006년 11월 10일 SS501 - SS501 S.T 01 NOW
- 2006년 12월 13일 샤인 - [Japan Digital Single] DO ME DO ME
- 2006년 11월 23일 메이비 - 중천의 기억
- 2006년 12월 26일 이효리 - [Digital Single] Anystar feat.이준기 (삼성 애니콜 광고음악)
- 2007년 3월 29일 카라 - the First Bloooooming
- 2007년 6월 4일 오종혁 - [Digital Single] 사랑이 그래요
- 2007년 8월 28일 메이비 - 내 생애의 최악의 남자 OST[1]
- 2007년 10월 4일 메이비 - Luv Cloud
- 2007년 10월 24일 SS501 - SS501(통상반)
- 2008년 1월 25일 안선하 - Fahrenheit
- 2008년 3월 13일 SS501 - [Digital Single] 데자뷰(3rd)
- 2008년 4월 28일 A'st1 - [Digital Single] 1234 Back
- 2008년 5월 7일 SS501 - [Digital Single] 널 부르는 노래 RMX
- 2008년 6월 18일 SS501 - [Japan Digital Single] Lucky Days(통상반)
- 2008년 6월 18일 SS501 - [Japan Digital Single] Lucky Days(초회한정반B)
- 2008년 6월 27일 SS501 - [Digital Single] 넌 나의 천국
- 2008년 7월 3일 오종혁 - Ok,I`m Ready
- 2008년 7월 24일 SS501 - Find
- 2008년 7월 25일 카라 - 카라 1st Mini Album
- 2007년 8월 1일 SS501 - [Japan Digital Single] Kokoro
- 2008년 8월 18일 메이비 - [Digital Single] 어쩜 좋아
- 2007년 9월 19일 SS501 - [Japan Digital Single] Distance~君とのキョリ
- 2008년 10월 7일 SS501 - [Digital Single]그 남자의 책 198쪽
- 2008년 10월 13일 카라 - [Digital Single] Good Day (Season 2)
- 2008년 11월 21일 SS501 - SS501 스페셜 앨범
- 2008년 11월 21일 SS301(SS501 프로젝트 그룹) - U R Man (EP)
- 2008년 12월 4일 카라 - [Digital Single] Pretty Girl
- 2008년 12월 30일 메이비 - [Digital Single] 라이야
- 2009년 1월 9일 SS501 - [Digital Single] U R Man Remix Edition
- 2009년 2월 12일 카라 - [Digital Single] Honey
- 2009년 4월 10일 니콜 정 - [Digital Single] Happy And[2]
- 2009년 4월 16일 A'st1 - [Digital Single] Dynamite
- 2009년 4월 28일 오종혁 - He`s Story Vol.2`Cry`
- 2009년 5월 13일 SS501 - [Digital Single] All My Love
- 2009년 5월 19일 SS501 - F4 Special Edition 2[3]
- 2009년 5월 20일 SS501 - 햅틱미션 2
- 2009년 5월 20일 SS501 - All My Love
- 2009년 6월 4일 카라 - [Digital Single] 아이뮤지션
- 2009년 6월 10일 SS501 - [Digital Single] We Can Fly(진에어JINAIR 이미지송)
- 2009년 6월 18일 SS501 - SS501 Collection
- 2009년 7월 2일 SS501 - SS501 Collection 2
- 2009년 7월 30일 카라 - Revolution
- 2009년 9월 11일 오종혁 - 상심;Heartbreak
- 2009년 10월 7일 한승연 - [Digital Single] 두근두근 Tomorrow[4]
- 2009년 10월 20일 SS501 - Rebirth
- 2009년 11월 12일 레인보우 - [Digital Single] Gossip Girl

## 2010년대
- 2010년 1월 12일 카라 - 별을 따다줘 OST Part.1
- 2010년 2월 17일 카라 -  Lupin
- 2010년 5월 3일 카라 - [Digital Single] We're With You
- 2010년 5월 24일 SS501 - Destination
- 2010년 8월 11일 [Japan Digital Single] ミスター
- 2010년 8월 12일 레인보우 - [Digital Single] A
- 2010년 8월 31일 카라 - We Online OST Part.2
- 2010년 9월 17일 오종혁 - OJ
- 2010년 10월 20일 레인보우 - [Digital Single] Mach(마하)
- 2010년 10월 29일 카라 - KARA BEST 2007-2010
- 2010년 11월 10일 카라 - [Japan Digital Single] ジャンピン
- 2010년 11월 24일 카라 - ガールズトーク
- 2010년 11월 17일 카라 - Jumping
- 2010년 12월 16일 강지영 - [Digital Single] Merry Love[5]
- 2010년 12월 16일 강지영, 박규리 - 대물 OST Part.7
- 2011년 2월 11일 레인보우 - 반짝반짝 빛나는 OST Part.1
- 2011년 4월 6일 카라 - [Japan Digital Single] ジェットコースターラブ
- 2011년 6월 22일 레인보우 - [Digital Single] Sweet Dream[6]
- 2011년 6월 23일 박규리 - 시티헌터 OST Part.5
- 2011년 6월 29일 카라 - [Japan Digital Single] GO GO サマー!
- 2011년 7월 6일 레인보우 - 시티헌터 OST Part.6
- 2011년 7월 22일 박규리, 조현영 - 애정만만세 OST Part.1
- 2011년 9월 6일 카라 - STEP
- 2011년 10월 19일 카라 - [Japan Digital Single] ウィンターマジック
- 2011년 11월 23일 카라 - スーパーガール
- 2012년 1월 12일 레인보우 픽시 - [Digital Single] 호이 호이 (Hoi Hoi)
- 2012년 3월 21일 카라 -  [Japan Digital Single] スピード アップ/ガールズ パワー
- 2012년 3월 30일 카라 - Hits! Hits!
- 2012년 6월 1일 에이젝스 - [Digital Single] One 4 U
- 2012년 6월 8일 박규리 - 맛있는 인생 OST Part.2
- 2012년 6월 19일 김지숙 - 아이러브 이태리 OST Part.3[7]
- 2012년 7월 11일 에이젝스 - [Digital Single] HOT GAME
- 2012년 8월 22일 카라 -  PANDORA
- 2012년 9월 5일 카라 - KARA 컬렉션
- 2012년 9월 5일 퓨리티 - [Japan Digital Single] 체키☆러브[8]
- 2012년 9월 27일 레인보우 - 레인보우 로즈 OST Part.2
- 2012년 10월 10일 박규리 - 대풍수 OST Part.1[9]
- 2012년 10월 17일 카라 -  [Japan Digital Single] エレクトリックボーイ
- 2012년 11월 14일 카라 - ガールズ フォーエバー
- 2012년 11월 15일 에이젝스 - [Digital Single] 2MYX
- 2012년 11월 30일 카라 - Kara Solo Collection
- 2013년 1월 30일 퓨리티 - [Japan Digital Single] 슈와슈와BABY
- 2013년 2월 13일 레인보우 - Rainbow Syndrome
- 2013년 3월 27일 카라 - [Japan Digital Single] バイバイ ハッピーデイズ!
- 2013년 5월 10일 박규리 - 네일샵 파리스 OST Part.1
- 2013년 6월 4일 레인보우 - Rainbow Syndrome Part.2
- 2013년 7월 11일 에이젝스 - Insane
- 2013년 7월 24일 카라-   [Japan Digital Single] サンキュー サマーラブ
- 2013년 8월 21일 카라 - [Digital Single] 둘 중에 하나 (Runaway)
- 2013년 8월 28일 카라 - [Japan] Fantastic Girls
- 2013년 9월 2일 카라 - Full Bloom
- 2013년 10월 28일 에이젝스 - Snake
- 2013년 11월 6일 김지숙 - 드라마 비밀 OST Part.6
- 2013년 11월 27일 카라 - Best Girls
- 2013년 11월 27일 카라 - [Japan Digital Single] フレンチキス
- 2013년 12월 24일 카라 - KARA The Animation
- 2014년 1월 20일 레인보우 블랙 - Rainbow Blaxx Special Album (RB BLAXX)
- 2014년 1월 27일 김지숙 - 우리가 사랑할 수 있을까 OST Part.1
- 2014년 3월 10일 레인보우 블랙 - 음악여행 예스터데이 4회[10]
- 2014년 7월 2일 에이젝스 - 뱀파이어의 꽃 OST
- 2014년 7월 9일 에이젝스,조현영 - 뱀파이어의 꽃 OST
- 2014년 7월 11일 조현영 - 주영훈 20주년 기념 앨범 Part.4
- 2014년 8월 18일 카라 - Day & Night
- 2014년 8월 27일 카라 - [Japan Digital Single] マンマミーア!
- 2014년 9월 24일 박규리,한승연 - 아이언맨 OST Part.1
- 2014년 10월 2일 김지숙,조현영 - 아이언맨 OST Part.2
- 2014년 10월 29일 한승연 - 뮤지컬 (바보빅터) OST[11]
- 2014년 11월 24일 한승연 - 저 별까지 들리게 (기타와 핫팬츠 OST)[12]
- 2014년 12월 15일 DSP 프렌즈 - White Letter
- 2014년 12월 30일 조현영 - [Digital Single] 술제이 & 현영 (레인보우) Project Single `오빠야`[13]
- 2015년 2월 20일 허영지 - [Digital Single] 형돈이와 대준이의 히트제조기 Part.3[14]
- 2015년 2월 23일 레인보우 - Innocent
- 2015년 4월 2일 한승연 - [Digital Single] 그땐 알지 못했나봐[15]
- 2015년 5월 5일 카라 - [Japan Digital Single] サマー☆ジック/Sunshine Miracle/SUNNY DAYS
- 2015년 5월 7일 조현영 - [Digital Single] 사랑꽃[16]
- 2015년 5월 26일 카라 - In Love
- 2015년 6월 15일 박규리 - [Digital Single] The Little Prince[17]
- 2015년 6월 17일 카라 - [Japan] Girl's Story
- 2015년 7월 14일 구하라 - ALOHARA
- 2015년 8월 11일 조현영 - 막돼먹은 영애씨 시즌 14 OST Part.1
- 2015년 8월 24일 에이프릴 - Dreaming
- 2015년 9월 11일 김재경 - 고결한 그대 OST Part.1[18]
- 2015년 9월 27일 클릭비 - 심폐소생송 Special Album Part.1[19]
- 2015년 10월 21일 클릭비 - [Digital Single] Reborn
- 2015년 11월 25일 에이프릴 - [Digital Single] Boing Boing
- 2015년 12월 17일 윤채경, 조시윤 - [Digital Single] PICK ME[20]
- 2015년 12월 21일 에이프릴 - [Digital Single] Snowman
- 2016년 2월 15일 레인보우 - PRISM
- 2016년 3월 19일 윤채경 - 35 Girls 5 Concepts[21]
- 2016년 4월 27일 에이프릴 - Spring
- 2016년 6월 1일 채원, 채경 - [Digital Single] 시계
- 2016년 6월 7일 에이프릴,허영지,에이젝스 - [Digital Single] 손끝의 사랑[22]
- 2016년 8월 17일 진솔 - [Digital Single] 아이돌보컬리그 - 걸스피릿 EPISODE 05[23]
- 2016년 10월 27일 오종혁,김지숙 - [Digital Single] 시들어
- 2016년 12월 13일 카드 - [Digital Single] K.A.R.D Project Vol.1 "Oh NaNa"
- 2017년 1월 4일 에이프릴 - Prelude
- 2017년 1월 18일 캐스퍼 - [Digital Single] Lean On Me
- 2017년 2월 16일 카드 - [Digital Single] K.A.R.D Project Vol.2 "Don't Recall"
- 2017년 2월 26일 에이프릴 - [Digital Single] 싱포유 - 다섯번째이야기 하나보단 둘이 좋아
- 2017년 3월 2일 카드 - [Digital Single] Don't Recall (Hidden Track)
- 2017년 4월 24일 카드 - [Digital Single] K.A.R.D Project Vol.3 `RUMOR`
- 2017년 5월 29일 에이프릴 - [Digital Single] MAYDAY
- 2017년 7월 19일 카드 - HOLA HOLA
- 2017년 8월 25일 허영지 - [Digital Single] 추억시계
- 2017년 8월 26일 채원 - 최강 배달꾼 OST Part 6.[24]
- 2017년 9월 19일 카드 - 신혼일기 2 OST
- 2017년 9월 20일 에이프릴 - Eternity
- 2017년 10월 13일 중희, 승진, 현주 - [Digital Single] THE UNI+ 마이턴 (My turn)[25]
- 2017년 10월 20일 중희,승진 - [Digital Single] THE UNI+ 빛 (Last One)[26]
- 2017년 10월 27일 이현주 - [Digital Single] THE UNI+ Shine[27]
- 2017년 11월 21일 카드 - You & Me
- 2017년 12월 15일 허영지 - [Digital Single] 함께할개 Part.2
- 2018년 1월 20일 이현주 - [Digital Single] THE UNI+ G STEP 1
- 2018년 2월 7일 이나은, 이진솔 - [Digital Single] 내 이야기
- 2018년 2월 10일 이현주 - [Digital Single] THE UNI+ FINAL
- 2018년 3월 6일 이진솔 - 키스 먼저 할까요 OST Part 2.
- 2018년 3월 12일 에이프릴 - The Blue
- 2018년 3월 13일 김채원, 이진솔 - 그남자 오수 OST Part. 2
- 2018년 4월 25일 에이프릴 - [Japan Digital  Single] TinkerBell
- 2018년 5월 2일 이나은, 이진솔 - 스위치 - 세상을 바꿔라 OST Part. 5
- 2018년 7월 25일 카드 - RIDE ON THE WIND
- 2018년 7월 29일 에이젝스 - [Japan Digital Single] YOU
- 2018년 8월 4일 이진솔 - 그녀로 말할 것 같으면 OST Part. 3
- 2018년 10월 16일 에이프릴 - the Ruby
- 2018년 11월 20일 에이프릴 - 은주의 방 OST Part.1
- 2018년 12월 6일 윤채경 - [Digital Single] Blooming Melody (블루밍 멜로디) 2[28]
- 2019년 1월 15일 에이프릴 - 복수가 돌아왔다 OST Part.9
- 2019년 1월 16일 에이프릴 - [Japan Digital  Single] Oh-e-Oh
- 2019년 3월 21일 손동표, 이준혁, 이환 - [Digital Single] _지마 (X1-MA)[29]
- 2019년 3월 27일 카드 - [Digital Single] Bomb Bomb
- 2019년 7월 6일 김채원 - 동네앨범 OST[30]
- 2019년 8월 4일 윤채경 - [Digital Single] 우리 꼭 사귀는 것 같잖아요[31]
- 2019년 8월 18일 핑클 - FIN.K.L Best Album
- 2019년 9월 22일 카드 - [Digital Single] Dumb Litty
- 2019년 10월 2일 에이프릴 - 어쩌다 발견한 하루 OST Part.1
- 2019년 11월 14일 레인보우 - [Digital Single] Over the Rainbow

## 2020년대
- 2020년 1월 20일 이진솔 - [Digital Single] 이대로[32]
- 2020년 2월 12일 카드 -  RED MOON
- 2020년 3월 1일 이나은,  이진솔 - [Digital Single] 나은&진솔 X 김형석 사계
- 2020년 4월 2일 이진솔 - 어서와 OST Part.5
- 2020년 4월 22일 에이프릴 - Da Capo
- 2020년 6월 26일 에이프릴 - 편의점 샛별이 OST Part.2
- 2020년 7월 29일 에이프릴 - [Digital Single] Hello Summer
- 2020년 8월 26일 카드 - [Digital Single] Way With Words
- 2020년 10월 10일 김채원 - 경우의 수 OST Part.3[33]
- 2020년 11월 8일 이나은 - [Digital Single] 끌림 (바니와 오빠들 X 에릭남 (Eric Nam), 이나은 (에이프릴))[34]
- 2020년 11월 12일 에이프릴 - 도도솔솔라라도 OST Part.12
- 2020년 11월 29일 김채원 - 복수해라 OST Part.2
- 2021년 3월 17일 미래소년 - KILLA
- 2021년 6월 9일 BM - [Digital Single] BROKEN ME
- 2021년 6월 15일 윤채경 - [Digital Single] Happy Now
- 2021년 7월 2일 BM - [Digital Single] THE FIRST STATEMENT
- 2021년 8월 25일 미래소년 - Splash
- 2022년 1월 12일 미래소년 - Marvelous
- 2022년 1월 14일 전지우 - [Digital Single] 왓챠 오리지널 <더블 트러블> 2nd EP 크라운 ‘Rainism’[35]
- 2022년 1월 21일 BM - [Digital Single] LOST IN EUPHORIA
- 2022년 2월 28일 윤채경 - 카밍시그널 멍냥멍냥 OST[36]
- 2022년 3월 4일 전지우 - [Digital Single] 왓챠 오리지널 <더블 트러블> 5th EP History – ‘Back Door’[37]
- 2022년 6월 22일 카드 - RE:
- 2022년 8월 9일 BM - [Digital Single] Strangers
- 2022년 9월 28일 미래소년 - Ourturn
- 2022년 12월 20일 미래소년 - [Digital Single] Snow Prince
- 2023년 2월 10일 이진재 - [Digital Single] 넌 봄날 햇살 같았어
- 2023년 3월 19일 베이비블루 - [Digital Single] 웃어줄래
- 2023년 3월 28일 카드 - [Digital Single] KARD Remix Project
- 2023년 4월 10일 카드 - [Digital Single] Without You
- 2023년 4월 13일 카드 - [Digital Single] Without You Remix[38]
- 2023년 5월 23일 카드 - ICKY
- 2023년 7월 19일 미래소년 - Boys will be Boys
- 2023년 8월 5일 안예은 - [Digital Single] 홍련
- 2023년 8월 13일 이진재 - [Digital Single] 사랑해요
- 2023년 9월 12일 허영지 - [Digital Single] Toi Toi Toi
- 2023년 9월 24일 베이비블루 - [Digital Single] 취하지도 않네요
- 2023년 10월 18일 영파씨 - MACARONI CHEESE
- 2023년 11월 14일 카드 - [Digital Single] Fireworks
- 2023년 12월 7일 BM - [Digital Single] LOWKEY
- 2023년 12월 28일 허영지 - [Japan Digital Single] Toi Toi Toi
- 2024년 1월 18일 안예은 - 고려거란전쟁 OST Part.3
- 2024년 1월 21일 안예은 - [Digital Single] 그 사랑은 내 사랑이 아니었음을
- 2024년 2월 4일 영파씨 - [Digital Single] YOUNG POSSE UP
- 2024년 2월 14일 미래소년 - [Japan] RUNNING UP
- 2024년 2월 22일 이진재 - [Digital Single] 행복하댔잖아
- 2024년 3월 20일 영파씨 - XXL
- 2024년 3월 26일 김유나 - [Digital Single] 인사조차
- 2024년 4월 11일 미래소년 - [Digital Single] Running Up (Korean Ver.)
- 2024년 5월 7일 BM - Element
- 2024년 6월 16일 안예은 - [Digital Single] 이내
- 2024년 6월 17일 안예은 - [Digital Single] 송스틸러 - 루비(淚悲):슬픈 눈물
- 2024년 6월 24일 손동표 - [Digital Single] 지들맘대로
- 2024년 6월 26일 영파씨 - [Digital Single] On My Scars
- 2024년 7월 23일 BM - [Digital Single] Run It Up[39]
- 2024년 7월 28일 안예은 - [Digital Single] 가위
- 2024년 8월 7일 손동표 - [Digital Single] 파도
- 2024년 8월 13일 카드 - Where To Now? (Part.1 : Yellow Light)
- 2024년 8월 21일 영파씨 - ATE THAT
- 2024년 10월 18일 영파씨 - [Digital] Year 1 : We Still Loading
- 2024년 10월 30일 베이비블루 - 너에게만 몹쓸 짓 OST
- 2024년 11월 21일 안예은 - 이야기 보따리
- 2024년 12월 11일 이진재,베이비블루 - [Digital Single] The Next Story EP.02 ‘청소’
- 2024년 12월 13일 영파씨 - [Digital Single] ㄱㅓ리에서...(Street Carol...)(With 존박)
- 2024년 12월 17일 카드 - [Digital Single] Detox
- 2025년 3월 2일 영파씨 - COLD
- 2025년 3월 9일 손동표 - [Digital Single] Stally
- 2025년 3월 19일 안예은 - '무한의 사신키우기 : 회귀한 사신' 게임 OST
- 2025년 3월 30일 김유나 - 엉큼한 맞선 OST Part.2
- 2025년 3월 30일 안예은 - [Digital Single] 삐에로는 우릴 보고 웃지 (안예은 X 배낭메고 버스킹 2)
- 2025년 4월 2일 RAVN - [Japan Digital Single] Comedy
- 2025년 4월 7일 이현석 - 엉큼한 맞선 OST Part.3
- 2025년 4월 24일 안예은 - 나의 봄이지만 너의 봄일 수도 있지
- 2025년 4월 29일 김유나 - [Digital Single] 계절이 바뀌는 것도 모르고
- 2025년 5월 19일 안예은 - 애니메이션 '붉은 여우' OST
- 2025년 5월 29일 안예은 - 소설 '귀화서, 마지막 꽃을 지킵니다' OST
- 2025년 6월 3일 이진재 - 영화 '스승의 은혜' OST
- 2025년 6월 19일 오연 - 영화 '즐거운 나의 집' OST Take.1
- 2025년 6월 30일 가비엔제이,도아윤,이현석 - 남주서치 Special OST Part.1
- 2025년 6월 30일 영파씨 - 견우와 선녀 OST Part.2
- 2025년 7월 2일 카드 - DRIFT
- 2025년 7월 6일 김유나 - 남주서치 Special OST Part.2
- 2025년 7월 17일 안예은 - [Digital Single] 지박 (地縛)
- 2025년 7월 20일 김유나 - 영화 '즐거운 나의 집' OST Take.2
- 2025년 7월 20일 베이비블루 - [Digital Single] 일러스트 뮤직 콜라보 with 키크니
- 2025년 8월 12일 이진재 - 영화 '즐거운 나의 집' OST Take.3
- 2025년 8월 14일 영파씨 - Growing Pain pt.1 : FREE
- 2025년 8월 17일 이진재,이현석 - [Digital Single] 일러스트 뮤직 콜라보 with 키크니